# Kaffeeweißer
Kaffeeweißer ist eine weiße, pulvrige, milchpulverähnliche Substanz, die als Milchersatz für Kaffee und Tee verwendet wird.
Da Kaffeeweißer im Gegensatz zu Milch keine Flüssigkeit enthält, ist er wesentlich länger haltbar, und bei seiner Zugabe wird das Gesamtvolumen nur wenig verändert. Deswegen wird in Kaffee-Großautomaten üblicherweise Kaffeeweißer anstelle von Milch verwendet. Die Bezeichnung für das Getränk muss dann „Kaffee weiß“ lauten, es darf nicht „Kaffee mit Milch“ oder „Milchkaffee“ genannt werden.

## Milchzuckerhaltiger Kaffeeweißer
Im mitteleuropäischen Raum wird vor allem Kaffeeweißer verwendet, der hauptsächlich aus Glukosesirup (ca. 50 %), Fett (getrocknetes Milchfett oder gehärtete pflanzliche Fette wie Kokosnuss- oder Palmkernöl) (ca. 20 %) und Milchzucker (Laktose) besteht. Außerdem werden oft Zucker, Extrakte verschiedener Pflanzen (z. B. Vanille, Erdnuss) und Aromastoffe hinzugefügt.
Um eine Verklumpung während des Auflösens oder durch Luftfeuchtigkeit zu verhindern, wird oftmals Calciumphosphat (E341) als Trennmittel verwendet.

## Non-dairy creamer
Es gibt auch Kaffeeweißer, der kein Milchfett und keinen Milchzucker, sondern lediglich Natriumkaseinat, ein Kaseinderivat (Milcheiweiß) enthält. Im englischsprachigen Raum gilt dieser nicht als Milchprodukt und wird als „non-dairy creamer“ bezeichnet. Bei der weltweit häufigen Laktoseintoleranz ist dieses Produkt, z. B. in den USA oder in Asien, üblicher als milchzuckerhaltiger Kaffeeweißer. Trotz der Bezeichnung non-dairy gilt diese Art von Kaffeeweißer Juden, die die Regeln der Kaschrut einhalten, und Veganern als Milchprodukt, da sie Kasein enthält. Auch non-dairy creamer gibt es mit vielerlei Aromazusätzen.
Der erste milchzuckerfreie Kaffeeweißer, Coffee-Mate, wurde 1961 von Nestlé auf den Markt gebracht. Er enthält heute ca. 64 % Glukosesirup, 30,5 % pflanzliches Fett und 2,1 % Natriumkaseinat.

## Rein pflanzlicher Kaffeeweißer
Kaffeeweißer auf rein pflanzlicher Basis ist heutzutage in vielen Ländern, wie auch in Deutschland erhältlich. Die Käufer dieser Produktklasse von Kaffeeweißer sind neben Menschen mit Laktoseintoleranz auch Veganer und Vegetarier. Die jüdischen Speisegesetze schreiben eine Trennung von „milchigen“ und „fleischigen“ Speisen vor. Wenn Kaffee oder Tee mit Milch zu einer fleischigen Mahlzeit getrunken werden soll, wird rein pflanzlicher Kaffeeweißer als Milchersatz verwendet.

## Topping
Eine Alternative zu Kaffeeweißer ist das sogenannte Topping. Dabei wird der Protein- und Fettgehalt des Kaffeeweißers erhöht, was zu einer deutlichen Geschmacksverbesserung führt. Im Automatenbereich wird Topping sehr gerne eingesetzt, weil der mechanisch aufgeschlagene Milchschaum länger hält. Topping ist etwa doppelt so teuer wie klassischer Kaffeeweißer.

## Alternative Verwendung
Darüber hinaus wird Kaffeeweißer auch als günstiger Ersatz für Bärlappsporen zur Erzeugung pyrotechnischer Effekte verwendet.